# Scharmützelsee

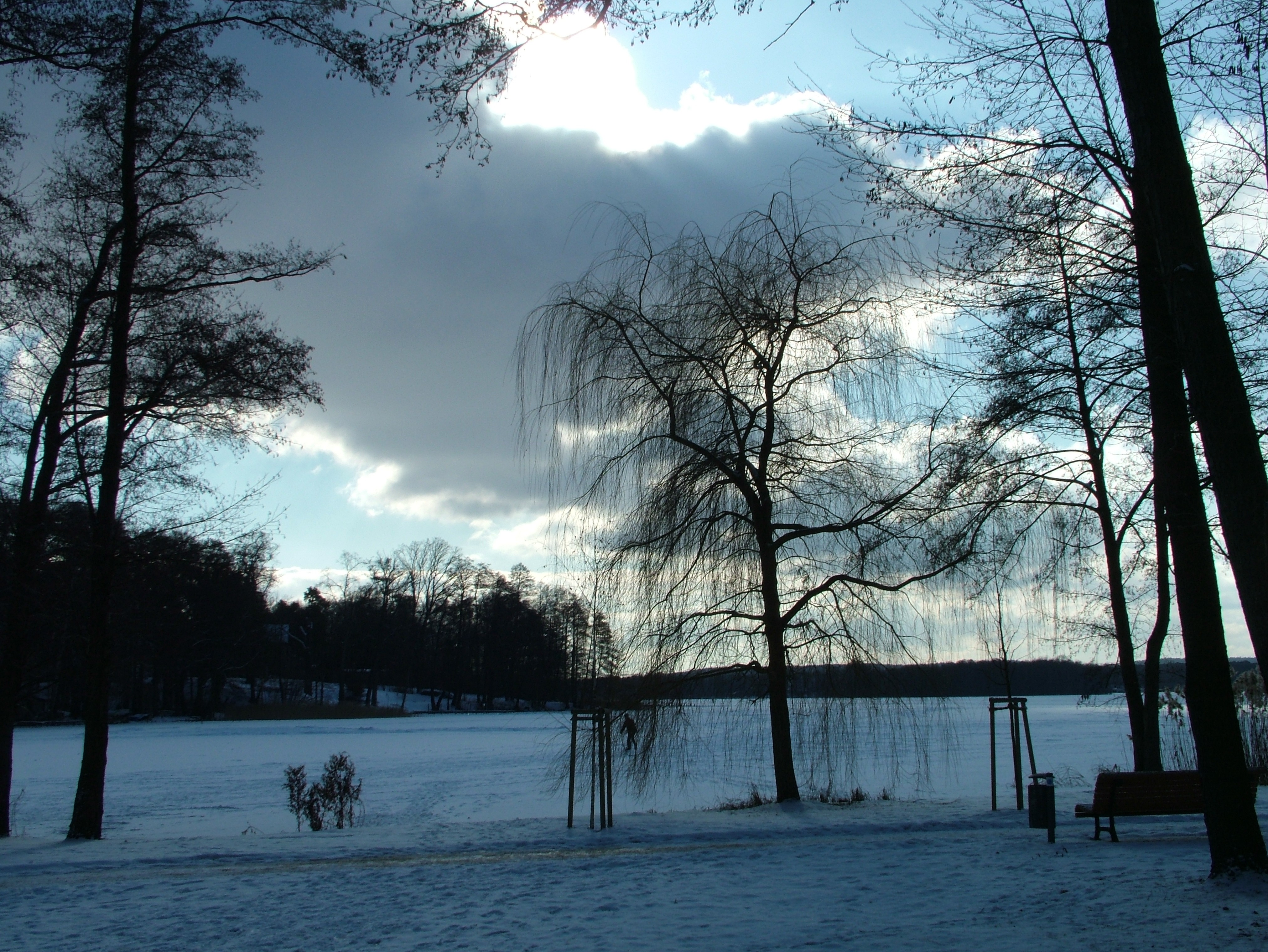
Scharmützelsee im Winter

Der Scharmützelsee ist ein See in Brandenburg. Er liegt zwischen Frankfurt (Oder) und Berlin, südlich von Fürstenwalde/Spree.

## Beschreibung
Der See ist ein typischer Rinnensee, der seine Entstehung einer subglazialen Rinne während des Brandenburger Stadiums der Weichselkaltzeit verdankt. Er ist nach dem Schwielochsee der zweitgrößte natürliche See Brandenburgs und gehört wie dieser zu der über 200 Seen zählenden, eiszeitlich geformten Region im Einzugsgebiet von Spree und Dahme südöstlich von Berlin. Bei einem Besuch der damals noch kleinen Gutsdörfer Saarow und Pieskow im Jahr 1881 nannte der Dichter Theodor Fontane den See Märkisches Meer, eine Bezeichnung, die heute noch gern in der Tourismuswerbung verwendet wird.
Die gesamte Seefläche gehört zur Gemeinde Bad Saarow. Weitere angrenzende Gemeinden sind Reichenwalde, Wendisch Rietz und Diensdorf-Radlow (alle Amt Scharmützelsee), in denen eine umfassende touristische Infrastruktur zur Nutzung des Sees (Baden, Segeln, Tauchen, Angeln) und seiner Umgebung (Rad fahren, Wandern, Golf, Tennis und auch Inline-Skaten) vorzufinden ist. Bad Saarow und Wendisch Rietz sind an das Regionalbahn-Netz des Verkehrsverbundes Berlin-Brandenburg angeschlossen.
Der Scharmützelsee ist als Bestandteil der gut 33 Kilometer langen Bundeswasserstraße Storkower Gewässer (SkG) über das kanalartig ausgebaute, fast zwei Kilometer lange Wendisch Rietzer Fließ, über die weiteren Teile der Storkower Gewässer und die Dahme an die Berliner Gewässer angeschlossen. Die Storkower Gewässer zählen zur Wasserstraßenklasse I; zuständig ist das Wasserstraßen- und Schifffahrtsamt Spree-Havel. Die Staustufe Wendisch Rietz (Fallhöhe: 1,27 m) hält den Seespiegel auf einer Höhe von 38,3 m. Neben Sportbooten verkehrt auch die Fahrgastschifffahrt auf dem See von und nach Berlin. Die SG Scharmützelsee in der Bucht von Dorf Saarow ist der größte Segelverein in Brandenburg.

## Ersterwähnungen und Etymologie
Der Scharmützelsee wurde, soweit bekannt, erstmals 1316/19 in einer Urkunde, die in den von Hermann Krabbo und Georg Winter bearbeiteten und 1955 neu herausgegebenen Regesten der Markgrafen von Brandenburg aus askanischem Hause enthalten ist, mit dem Eintrag in stagno Tschermitzel erwähnt (Urkunde 2737). 1436 findet sich ein Vermerk uff dem czermussel und 1556 die heutige Schreibweise Scharmützel.
Der Name des Gewässers geht auf die slawische Siedlungszeit zurück. Zur Etymologie führt das Brandenburgische Namenbuch zwei Erklärungen an: entweder aus der slawischen Bezeichnung für den Faulbaum oder, weniger wahrscheinlich, eine metaphorische Benennung nach der gekrümmten Form, abgeleitet aus dem westslawischen koromyslo für Wassertrage: 
- Variante Faulbaum: altpolabische/altsorbische Grundform Čremušn-  zu čremucha = Faulbaum. Das „l“ sei durch Dissimilation im Mittelniederdeutschen und Angleichung an mittelniederdeutsch scharmüssel, schermüssel nach Scharmützel zu erklären. Das Namenbuch bezieht sich hierbei auf Analysen von Julius Bilek (1959) und Gerhard Schlimpert (1972) und fügt erhärtend hinzu, dass nach Angabe von Henryk Borek (1968) im westslawischen Sprachgebiet 23 Namen ebenso gebildet worden sind.[3]
- Variante gekrümmte Form: Der Slawist Friedhelm Hinze stellte den Namen 1972 hingegen zu dem im Pomoranischen bezeugten Appellativum čårmësłë (Pl.) = hölzerne Trage, die zum Tragen von Körben und Eimern auf die Schulter gelegt wird. Dabei handele es sich um eine westslawische Variante von russisch koromyslo mit der gleichen Bedeutung. Das Benennungsmotiv liege in der Form der Gewässer – sämtliche Ableitungen gelten gleichlautend für die derselben Grundform entstammenden Gewässernamen Schermützelsee und Zermützelsee. Diese Gewässer hätten sämtlich eine Krümmung, die dem Jochstück einer Wassertrage ähnele.[4] Das Brandenburgische Namenbuch hält die Argumente Hinzes für nicht stichhaltig, denn die drei Seen seien sehr groß und die Form eines Jochs nur auf dem Kartenbild zu erkennen. Eine metaphorische Benennung nach der Form sei deshalb völlig unwahrscheinlich.[3]

Mit dem Scharmützel ist der Name des Sees etymologisch nicht verwandt.

## Trivia
Als der See während der Napoleonischen Kriege vom Staat an einen Herrn von Löschebrand auf Saarow verkauft wurde, beglich dieser den Kaufpreis von 2000 Talern durch Lieferungsscheine und Schuldverschreibungen, die der Staat ihm in Folge der Besatzung durch die Franzosen für sein Getreide und andere Abgaben aufgezwungen hatte. Lediglich zwei Taler bezahlte er in bar.
Auch spielt der Roman Heimsuchung an einem fiktiven Haus am Ufer des Sees. 
Der See wird wiederholt in der Fernsehserie Pastewka erwähnt. Als Nebenhandlung einiger Folgen geht es dort um die Planung, den Bau und den Zustand eines Ferienhauses der Protagonisten am See.
Ebenso wird der See in der Fernsehserie Hinter Gittern – der Frauenknast erwähnt. Dort machen die Rollen Christine Walter (gespielt von Katy Karrenbauer) und Bea Hansen Urlaub. Ebenfalls beerdigt Christine Walter dort Bea Hansen nach deren Tod durch eine Explosion im Bauwagen. Der See bzw. die Stelle, an dem Christine Walter und Bea Hansen Urlaub gemacht haben, wird in mehreren Folgen gezeigt und dort entstehen verschiedene Szenen, in denen unter anderem auch die Rolle der Nina Teubner vorkommt.